# 산스테파노 조약

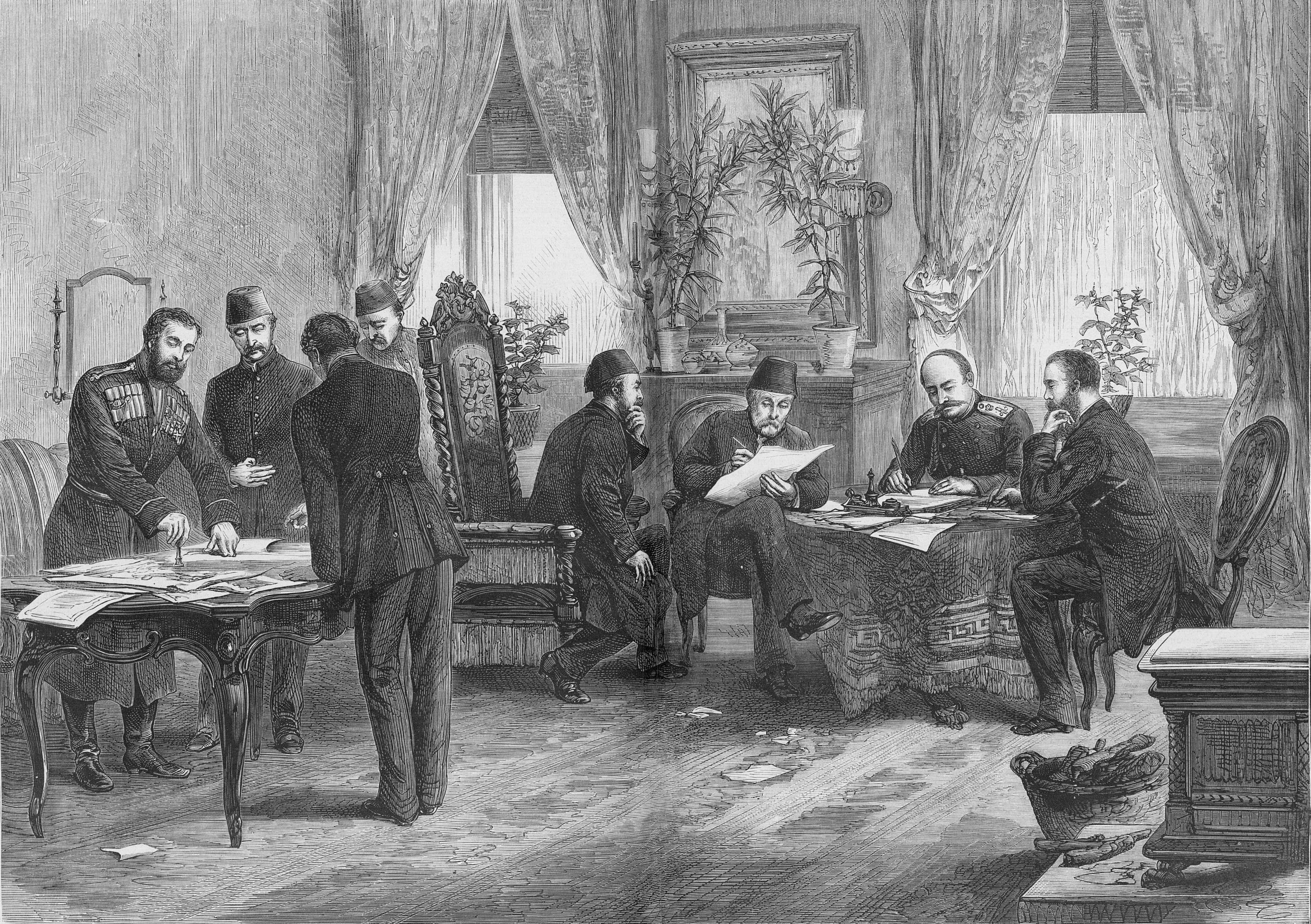

산스테파노 조약( - 條約, 러시아어: Сан-Стефанский мир, Сан-Стефанский мирный договор, 튀르키예어: Ayastefanos Muahedesi or Ayastefanos Antlaşması, 영어: Preliminary Treaty of San Stefano)은 1878년 3월 3일 러시아 제국과 오스만 제국 양국이 산스테파노(현재 이스탄불 서쪽의 예실키)에서 체결한 평화 조약이다.

## 역사
1876년 불가리아에서 터키에 의한 유혈 반란 진압, 그리고 또한 세르비아인들을 향한 보스니아 폭도들의 대우에 관한 호소 후 세르비아와 몬테네그로는 오스만 제국에게 전쟁을 선포했다. 러시아는 슬라브 민족들을 지지했지만, 그 전에 오스트리아-헝가리 제국의 중립성은 연장되었어야 했다. 부다페스트 협약에서 러시아는 발칸에서 단 하나의 슬라브 국가도 건설하지 않으며 보스니아는 오스트리아의 영향권에 있다는 것을 인정하기로 약속했었다.
후에 러시아-터키 전쟁에서 러시아는 거의 오스만 제국의 모든 유럽 부분을 획득했고, 단지 콘스탄티노플만은 서방 국가의 간섭으로 가져가지 못했다. 러시아 세력의 괄목할 만한 증대 속에서 대영제국과 프랑스는 자신들의 이익의 손실을 보았고, 자신들의 존재를 보여주기 위해 지중해 주변의 함대를 해협으로 보냈다. 이것을 향해 러시아는 신중한 태도로 터키와의 산스테파노 조약에서 달성될 성취를 확실히 규정하려 노력했다. 터키는 러시아의 최대 요구를 수용할 수밖에 없었다.
1878년 3월 16일 산스테파노에서 비준서의 교환이 이루어졌으며 조약은 효력을 발생했다. 러시아 측에서는 콘스탄티노플 주재 대사였던 백작 니콜라이 이그나티예프와 발칸에 있는 러시아 육군 총사령관 외교서기 책임자와 다음의 대사인 넬리도프가 조약에 서명했다. 터키 측은 외교부 장관 사브페트 파샤였다.

## 결과
산스테파노 조약은 세르비아, 몬테네그로와 루마니아의 독립을 인정했고, 그들의 영토는 늘어났다. 보스니아와 헤르체고비나는 자치주를 구성해야 했다. 발칸에서는 모이시아, 트라키아와 마케도니아에서 인종상 불가리아의 영토로 된 불가리아 새 자치 슬라브 공국이 생겨났다. 불가리아는 두나야에서부터 에게해까지 늘어났고, 흑해부터 오흐리드호까지는 2년 동안 러시아의 통치 아래에 놓여있어야 했으며, 그 후에는 완전한 자치권을 가질 수 있었지만, 터키에게 명목상의 조세를 바쳐야만 했다.
터키는 배상금 14억 1000만 루블을 지불해야 했고, 그 중 아시아의 아르다칸, 카르스, 바투미, 비야지드; 도브루자, 델타의 섬 두나야, 유럽에 있는 뱀 섬들의 영토 양도를 희생으로 11억을 갚았다. 베사라비아의 남부를 보상으로써 러시아에 돌려주는 대신, 터키 사람들에 의해 양도된 유럽에 있는 영토는 뱀 섬을 제외하고는 루마니아에게 옮겨갔다. (즉, 북 도브루자)
터키는 크레타섬과의 관계에서 정확하게 제한된 법규를 지키는 것, 테살리아와 알바니아에서의 유사한 법칙에 따른 통치, 아르메니아에서 개혁을 실시해야 하는 의무를 지게 되었다.
유럽의 강대국들은 이런 조건들에 동의하기를 원치 않았다. 영국과 오스트리아-헝가리 제국은 러시아가 자신의 위성국 불가리아를 통해 지중해로 가는 출구를 손에 넣는 것을 방지하고 싶어했다. 키프로스에 대한 교환으로 대영제국은 터키에게 보호를 보장했다. 러시아, 불가리아와 몬테네그로의 손해를 위했던 산스테파노 조약의 결과가 거의 완전히 재검토되었던 베를린 회의의 소집으로 바야흐로 일어나게 될 새로운 전쟁의 긴장은 완화되었다.
산스테파노 조약의 서명 날은 불가리아 정부의 해방과 부흥의 날로 등록된 불가리아의 국가 공휴일이다.

## 같이 보기
- 베를린 조약 (1878년)
- 대불가리아
- 불가리아의 역사